# Gavin Muir

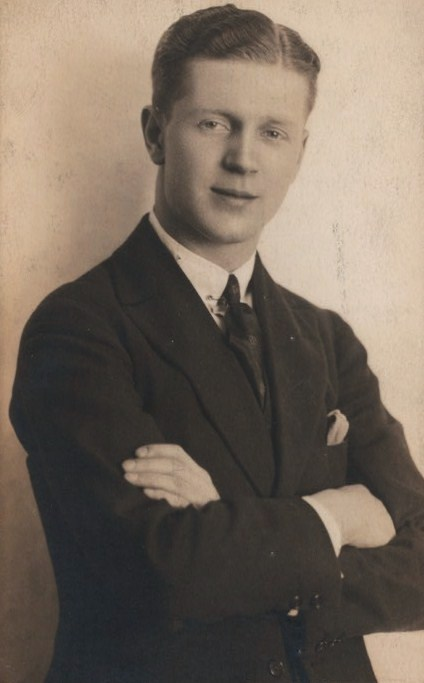
Gavin Muir in den 1920ern

Gavin Muir (* 8. September 1900 in Chicago, Illinois als Gaven Muir; † 24. Mai 1972 in Fort Lauderdale, Florida) war ein US-amerikanischer Schauspieler.

## Leben und Karriere
Zwischen 1932 und 1961 spielte Gavin Muir in über 60 Filmen, außerdem trat er ab den 1950er Jahren in über einem Dutzend Fernsehserien auf. Gavin Muir wurde zwar als Sohn einer Amerikanerin in Chicago geboren, sein Vater war allerdings Schotte und er verbrachte große Teile seiner Jugend in England. Er war Schüler an der renommierten University College School in London. Sein längerer Aufenthalt in Großbritannien befähigte ihn wohl auch dazu, trotz seines amerikanischen Passes in vielen Filmen britische Figuren mit dem entsprechenden Akzent zu spielen. So übernahm er in vier der Sherlock-Holmes-Kriminalfilme mit Basil Rathbone und Nigel Bruce britische Rollen.
Gavin Muir spielte zunächst von 1920 bis Ende der 1930er Jahre regelmäßig am Broadway, wo er überwiegend in freundlichen und komödiantischen Rollen zu sehen war. Zur Bühne war er nur gekommen, da ein Freund dort zufällig einen Job für ihn hatte. Ab Mitte der 1930er Jahre hatte er einen Studiovertrag bei 20th Century Fox, wo seine Karriere allerdings einige Jahre stockte, da man ihn nicht recht in einem Rollenfach zu besetzen wusste. Schließlich fand er allerdings seine Bestimmung in schneidigen Schurkenrollen, die er insbesondere im Rahmen des Zweiten Weltkrieges häufig spielte. So spielte er beispielsweise in Propagandafilmen wie The Master Race oder Hitler’s Children, wo er als Leiter eines Konzentrationslagers zu sehen war. Auch verkörperte er oft hochgestellte Persönlichkeiten wie Offiziere oder Aristokraten.
In den 1950er Jahren wurden Muirs Kinorollen zunehmend unbedeutender, aber noch 1961 erhielt er einen größeren Auftritt als Kapitän in Curtis Harringtons B-Movie Night Tide an der Seite von Dennis Hopper. Im Fernsehen hatte er ab 1959 auch eine wiederkehrende Rolle als Butler in der The Betty Hutton Show. Zuletzt spielte er 1965 in der Fernsehserie Gauner gegen Gauner, sieben Jahre später starb er im Alter von 71 Jahren in Florida. Gavin Muir war von Januar 1924 bis zu ihrem Tod im August 1960 mit Frances Logan verheiratet.

## Filmografie (Auswahl)
- 1932: Artistic Temper (Kurzfilm)
- 1936: Maria von Schottland (Mary of Scotland)
- 1936: Signale nach London (Lloyd’s of London)
- 1936: Charlie Chan beim Pferderennen (Charlie Chan at the Race Track)
- 1937: Rekrut Willie Winkie (Wee Willie Winkie)
- 1937: The Holy Terror
- 1939: Tarzan und sein Sohn (Tarzan Finds a Son!)
- 1941: A Yank in the R.A.F.
- 1942: Die Stimme des Terrors (Sherlock Holmes and the Voice of Terror) (Stimme)
- 1942: Helden der Lüfte (Captains of the Clouds)
- 1942: Wie ein Alptraum (Nightmare)
- 1943: Verhängnisvolle Reise (Sherlock Holmes in Washington)
- 1943: Gespenster im Schloß (Sherlock Holmes Faces Death)
- 1943: Hitler’s Children
- 1944: The Merry Monahans
- 1944: Dr. Wassells Flucht aus Java (The Story of Dr. Wassell)
- 1944: The White Cliffs of Dover
- 1945: Das Haus des Schreckens (The House of Fear)
- 1947: California
- 1947: Die Unbesiegten (Unconquered)
- 1947: Ivy
- 1947: Kalkutta (Calcutta)
- 1948: Robin Hoods große Liebe (The Prince of Thieves)
- 1949: Todesfalle von Chikago (Chicago Deadline)
- 1950: Robin Hoods Vergeltung (Rogues of Sherwood Forest)
- 1951: Schwester Maria Bonaventura (Thunder on the Hill)
- 1951: Das zweite Gesicht des Dr. Jekyll (The Son of Dr. Jekyll)
- 1951: Auf Sherlock Holmes’ Spuren (Abbott and Costello Meet the Invisible Man)
- 1952: Die Frau mit der eisernen Maske (Lady in the Iron Mask)
- 1953: Die Wüstenratten (The Desert Rats)
- 1953: Der Hauptmann von Peshawar (King of the Khyber Rifles)
- 1953: Geheimkommando Afrika (The Royal African Rifles)
- 1954: Der Talisman (King Richard and the Crusaders)
- 1955: Flucht nach Burma (Escape to Burma)
- 1955: Der Seefuchs (The Sea Chase)
- 1956: Zwischen Himmel und Hölle (D-Day the Sixth of June) (Stimme)
- 1956–1958: Alfred Hitchcock Presents (Fernsehserie, 3 Folgen)
- 1957: Johnny Trouble
- 1959: Island of Lost Women
- 1959: Die Madonna mit den zwei Gesichtern (The Miracle)
- 1959–1960: The Betty Hutton Show (Fernsehserie, 13 Folgen)
- 1961: Night Tide
- 1965: Gauner gegen Gauner (The Rogues) (Fernsehserie, 1 Folge)